# Sydhavnen (Aarhus)
 For alternative betydninger, se Sydhavnen (flertydig). (Se også artikler, som begynder med Sydhavnen)
Sydhavnen i Aarhus er et havneområde langs med gaderne Strandvejen og Spanien i Midtbyen. Kvarteret har traditionelt været præget af industri med slagteri, kvægtorv, kulhavn, kalkværk, saltsyderi og gasværk, men i de senere år er en egentlig bydel under planlægning med plads til erhvervsvirksomheder samt et sted for byens socialt udsatte. Kvarterets vartegn er den 150 m lange kulbro, der hæver sig 6 m over området.

## Historie
Anlæggelsen af Sydhavnen påbegyndtes i 1905 i kølvandet på Aarhus Købstads overtagelse af Marselisborg Gods' jorder. Overtagelsen betød, at Aarhus voksede mod syd og afspejles i de industriområder, der skød op ved Frederiksbjerg langs kysten. 

## Galleri
- Filmbyen
- Turbinehallen
- Kunst ved Spanien 19C